# La Porte de l'enfer (film)
Pour les articles homonymes, voir La Porte de l'enfer (homonymie).
Pour plus de détails, voir Fiche technique et Distribution.
La Porte de l'enfer (地獄門, Jigokumon) est un film japonais de Teinosuke Kinugasa, sorti en 1953. Il remporta le Grand Prix au festival de Cannes 1954.

## Synopsis
En l'an 1159 au Japon, les luttes entre clans font rage. Celui du Minamoto tente de renverser le Taira au pouvoir. Afin de protéger la fuite de la princesse, une de ses dames de compagnie, Kesa (Machiko Kyo) est envoyée comme leurre sous la protection du valeureux guerrier Morito (Kazuo Hasegawa) qui lui sauve la vie et tombe fou amoureux d'elle. Après que la rébellion a été matée, le Seigneur Kiyomori promet à Morito la récompense qu'il demandera et cela quelle qu'elle soit. Morito, ignorant qu'elle est mariée au noble garde Wataru (Isao Yamagata), réclame de son maître qu'il intervienne afin de favoriser son mariage avec Kesa. Sa découverte de l'état marital de la jeune femme ne freine en rien ses ardeurs, bien au contraire. Il sombre vite dans une passion de plus en plus folle et agressive tandis que Kesa entend rester fidèle à son mari.

## Fiche technique
- Titre : La Porte de l'enfer[1]
- Titre original : 地獄門 (Jigokumon?)
- Réalisation : Teinosuke Kinugasa
- Assistant réalisateur : Kenji Misumi
- Scénario : Teinosuke Kinugasa et Masaichi Nagata, d'après la pièce Kesa's Husband, de Kan Kikuchi
- Production : Masaichi Nagata
- Société de production : Daiei
- Musique : Yasushi Akutagawa
- Photographie : Kōhei Sugiyama
- Montage : Shigeo Nishida
- Décors : Kisaku Itō
- Costumes : Sanzō Wada
- Pays de production :  Japon
- Langue originale : japonais
- Format : couleurs - 1,37:1 - Mono - 35 mm
- Genre : drame, film historique, jidai-geki
- Durée : 89 minutes[2] (9 bobines - 2441 m[2])
- Dates de sortie :
  - Japon : 31 octobre 1953[2]
  - France : 25 juin 1954[3], 8 décembre 1999 (re-sortie), 3 novembre 2021 (reprise)[4]
- Affiche : Clément Hurel (France)

## Distribution

Les principaux interprètes
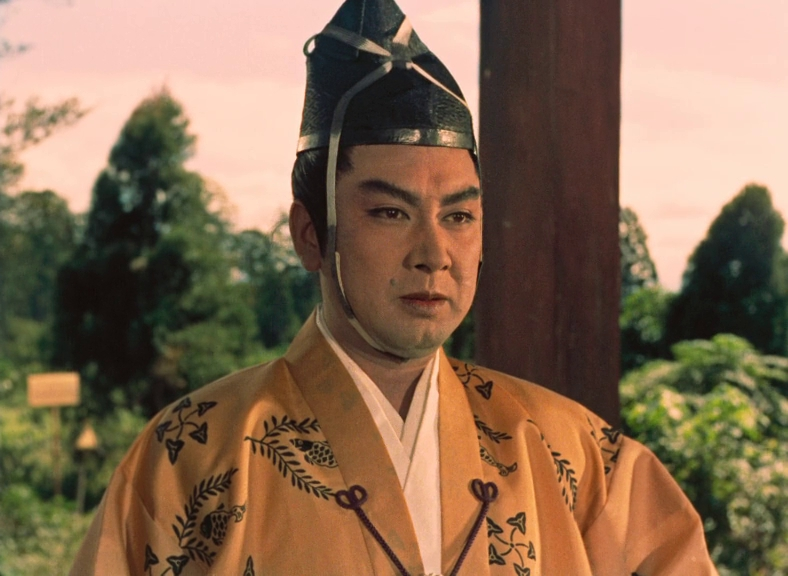
Kazuo Hasegawa
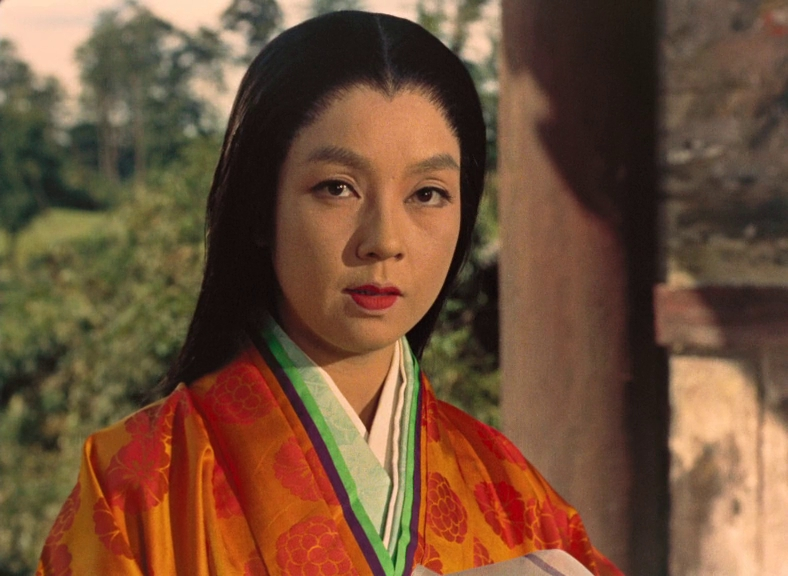
Machiko Kyō
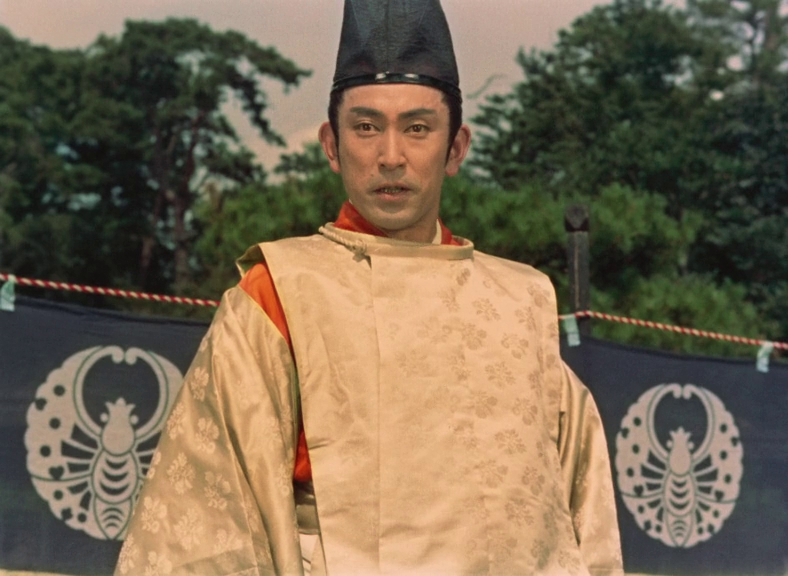
Yatarō Kurokawa
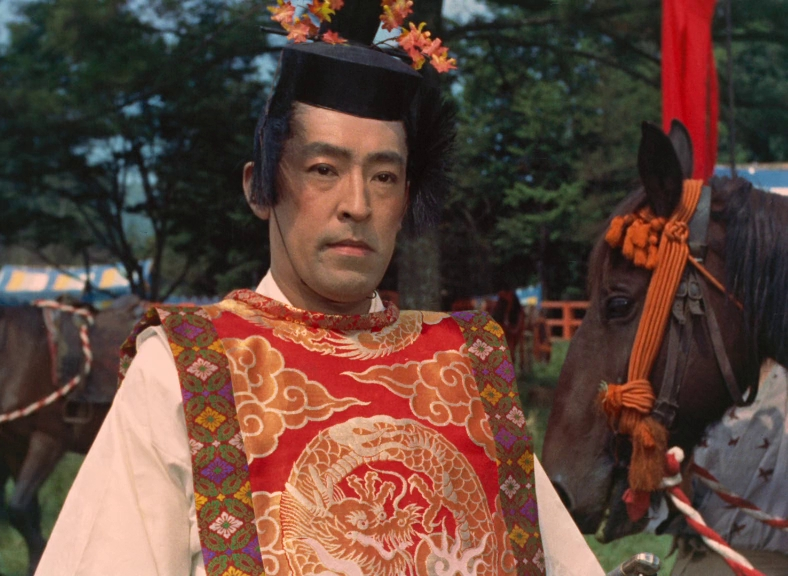
Isao Yamagata
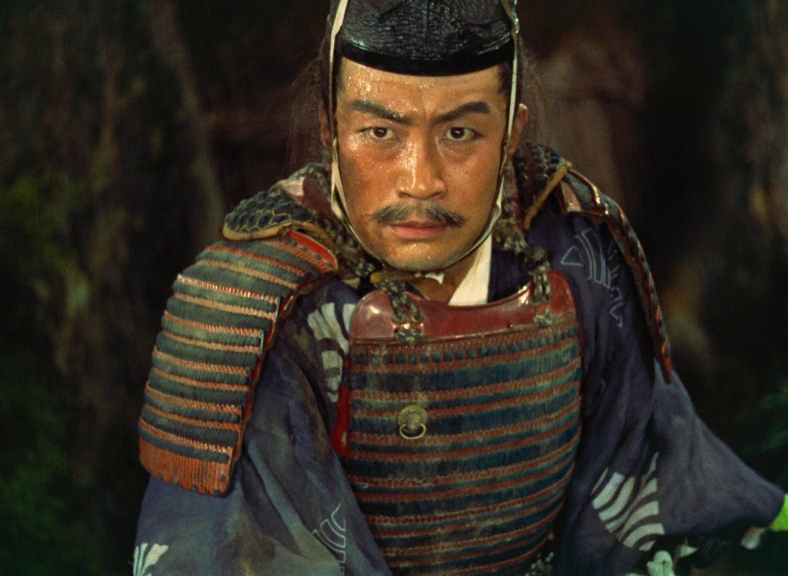
Kōtarō Bandō (ja)
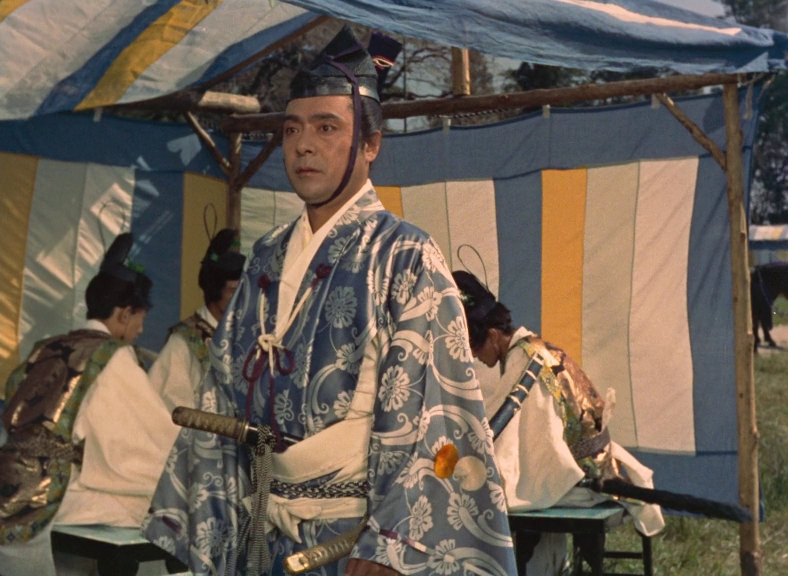
Jun Tazaki
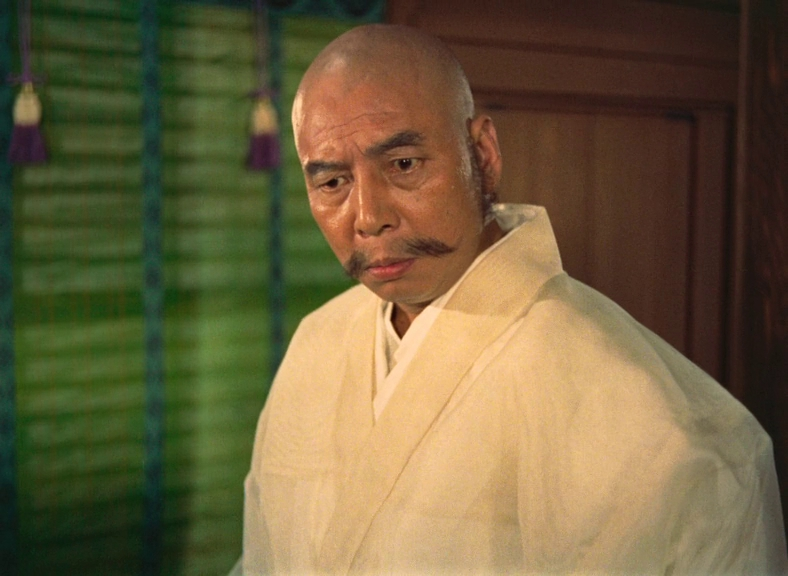
Koreya Senda (en)
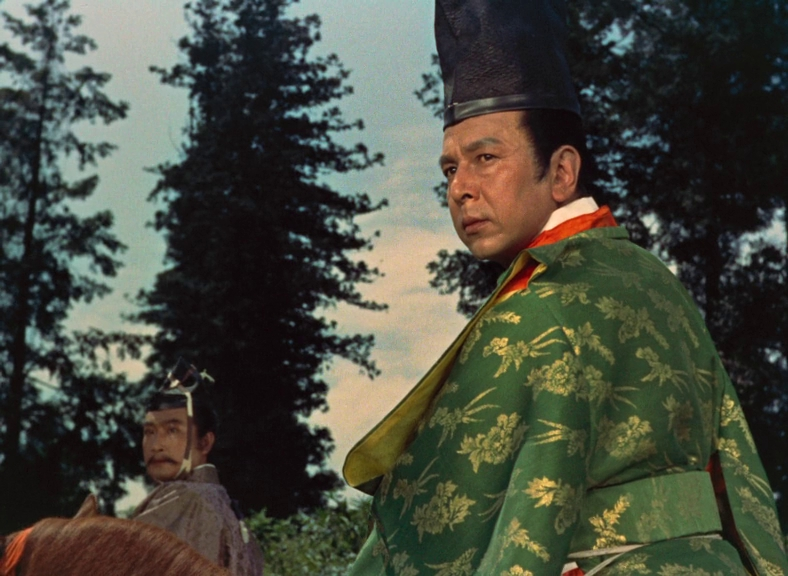
Masao Shimizu
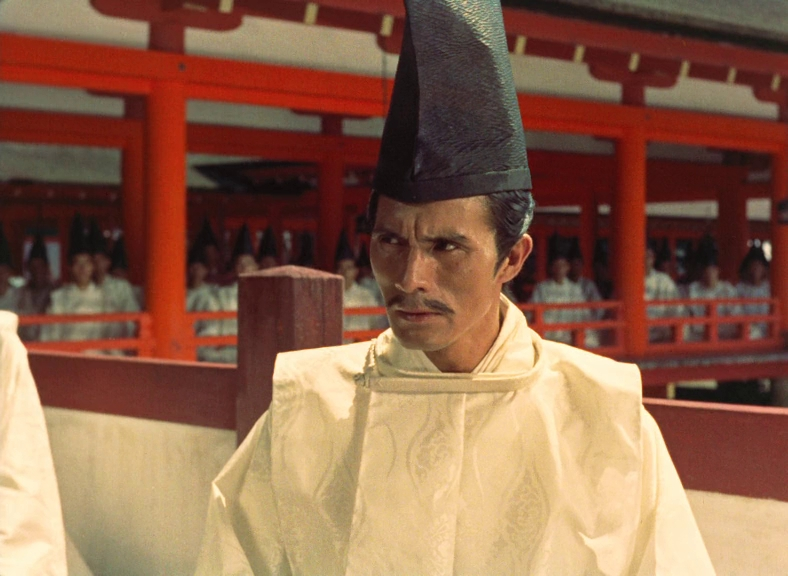
Kenjirō Uemura
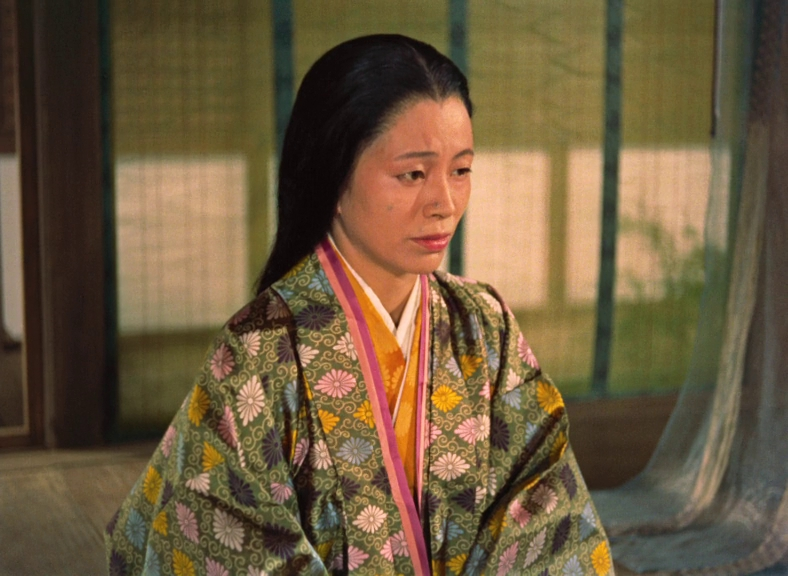
Michiko Araki
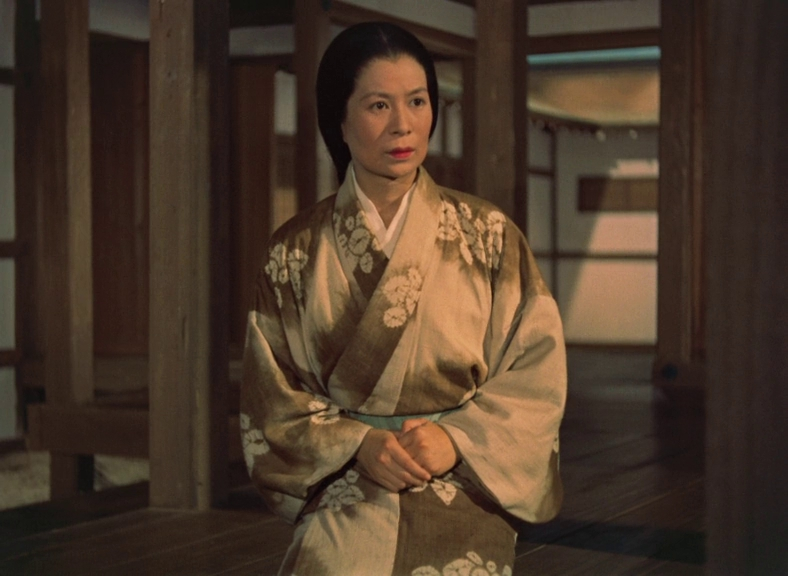
Yoshie Minami
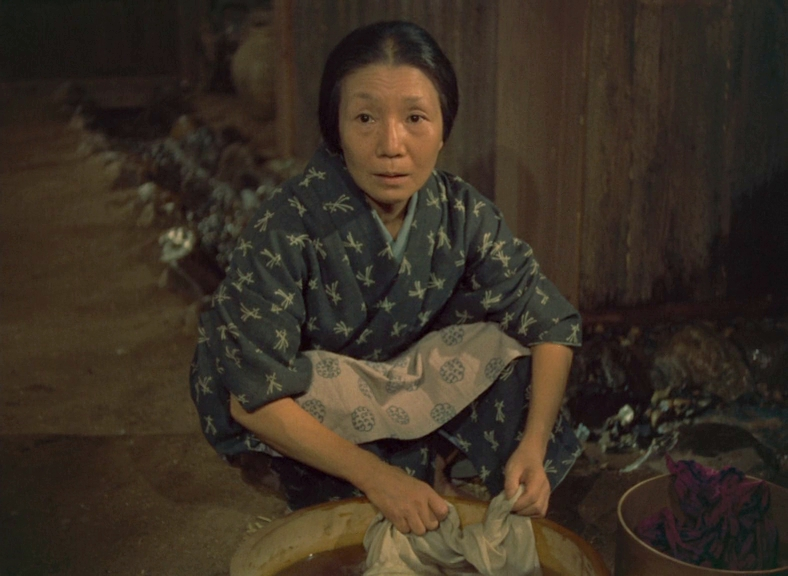
Kikue Mōri

- Kazuo Hasegawa : Moritō Enda
- Machiko Kyō : Dame Kesa
- Isao Yamagata : Wataru Watanabe
- Yatarō Kurokawa : Shigemori
- Kōtarō Bandō : Rokurō
- Jun Tazaki : Kogenta
- Koreya Senda : Gen Kiyomori
- Masao Shimizu : Nobuyori
- Tatsuya Ishiguro : Yachuta
- Kenjirō Uemura : Masanaka
- Gen Shimizu : Saburosuke
- Michiko Araki : Mano
- Yoshie Minami : Tone
- Kikue Mōri : Sawa
- Ryosuke Kagawa : Yasutada

## Casting
Le personnage de Morito (interprété par une très grande star du cinéma nippon d'alors, Kazuo Hasegawa) évolue fortement durant le film. Valeureux au début, il change très vite une fois tombé amoureux de Kesa. Sa passion l'aliène complètement et l'aveugle jusqu'au drame final.
Machiko Kyō qui joue la douce et fidèle Kesa était elle aussi une immense vedette, notamment chez Akira Kurosawa (Rashomon, 1950) ou Kenji Mizoguchi (Les Contes de la lune vague après la pluie, 1953 et La Rue de la honte, 1956) sans oublier Yasujirō Ozu (Herbes flottantes, 1959).

## Critique
Sous la forte influence de son président Jean Cocteau, le jury du Festival de Cannes décida  à la surprise générale d'accorder son Grand Prix (équivalent alors de la Palme d'Or) à La Porte de l'enfer, du Japonais Teinosuke Kinugasa, déjà vieux routier de la profession et dont le plus grand succès, Une page folle, datait de 1926.
L'attribution du prix fut sujet à controverses, ses contempteurs lui reprochant la banalité de l'histoire, des faiblesses dans le scénario et une artificialité trop importante[réf. souhaitée]. Au Japon, le film fut considéré à sa sortie comme l'un des pires du cinéaste, et plusieurs critiques du pays se sentirent insultés par l'accueil cannois. Cocteau, lui, affirmait que ce film possédait  « les plus belles couleurs du monde. ». Le caméraman Kohei Sugiyama utilisait l'Eastmancolor pour accentuer les teintes bleues et vermillon des kimonos[réf. souhaitée].

## Distinctions
- Palme d'or au Festival de Cannes[8] (1954)
- Léopard d'or au Festival de Locarno (1954)
- Oscar du meilleur film en langue étrangère[9] (1955)
- Oscar de la meilleure création de costumes[9] (1955)